# Toyota Field
Le Toyota Field, est un stade de soccer de 8 296 places situé à San Antonio, au Texas. Il est situé à côté du STAR Soccer Complex et du Morgan's Wonderland (en), et près du Heroes Stadium (en). Il est officiellement inauguré le 13 avril 2013. Le San Antonio FC évolue dans cette enceinte.

## Histoire
Le 9 janvier 2012, Gordan Hartman — propriétaire des Scorpions de San Antonio — a dévoilé les plans d'un nouveau stade, prévu pour 2013. Le stade va être construit à côté du Morgan's Wonderland (en) et du STAR Soccer Complex. Les plans pour le stade comprennent un stade pour 6 100 places dans la première phase et 18 000 places dans une future expansion. La cérémonie de début des travaux du nouveau stade a lieu le 29 février, en présence du maire de San Antonio, Julián Castro. 
Le 28 août 2012, Toyota et les Scorpions ont annoncé un accord de droits de dénomination « à long terme » pour le stade. Le stade prend le nom de Toyota Field, appliquant un naming. Puis, en janvier 2013, le stade est prêt à 80%.  Il se termine à temps pour la saison 2013 de la North American Soccer League.
La rencontre inaugurale du Toyota Field se déroule le 13 avril 2013, les Scorpions de San Antonio affronte les Rowdies de Tampa Bay (défaite 2-0). Le match se joue devant 8 177 spectateurs. Amani Walker est le premier buteur de l'histoire du nouveau stade en ouvrant la marque à la 12e minute. 
En décembre 2015, la ville de San Antonio et le comté de Bexar achètent le stade pour 18 millions de dollars. Spurs Sports & Entertainment (en) a versé 3 millions de dollars supplémentaires à Gordon Hartman, portant le prix d'achat total à 21 millions de dollars. SS&E a reçu un bail de 20 ans —  avec un loyer de 100 000 dollars par an — pour exploiter l'installation avec une nouvelle équipe de soccer professionnel, avec des pénalités allant jusqu'à 5 millions de dollars si l'organisation n'amenait pas une future franchise de Major League Soccer à San Antonio après les six premières années. À partir de la saison 2016, le San Antonio FC dispute ses rencontres dans ce stade.

## Utilisation du stade
Le stade organise le Soccer Bowl (en) de 2014, où les Scorpions remportent la finale contre les Strikers de Fort Lauderdale devant 7 847 spectateurs (victoire 2-1),. Puis, il accueille la finale de la USL Championship entre le San Antonio FC et Louisville City le 13 novembre 2022,,. La finale est remportée par San Antonio, qui s'impose par trois buts à un, devant 8 534 spectateurs,.
Le 27 novembre 2023, U.S. Soccer annonce que le stade accueille une rencontre amical. L'équipe nationale des États-Unis jouera son premier match au Toyota Field, contre la Slovénie le 20 janvier 2024,. La dernière rencontre des Stars and Stripes à San Antonio remonte au 15 avril 2015,. Les Américains s'inclinent sur le score d'un but à zéro, devant 9 191 spectateurs.

## Galerie

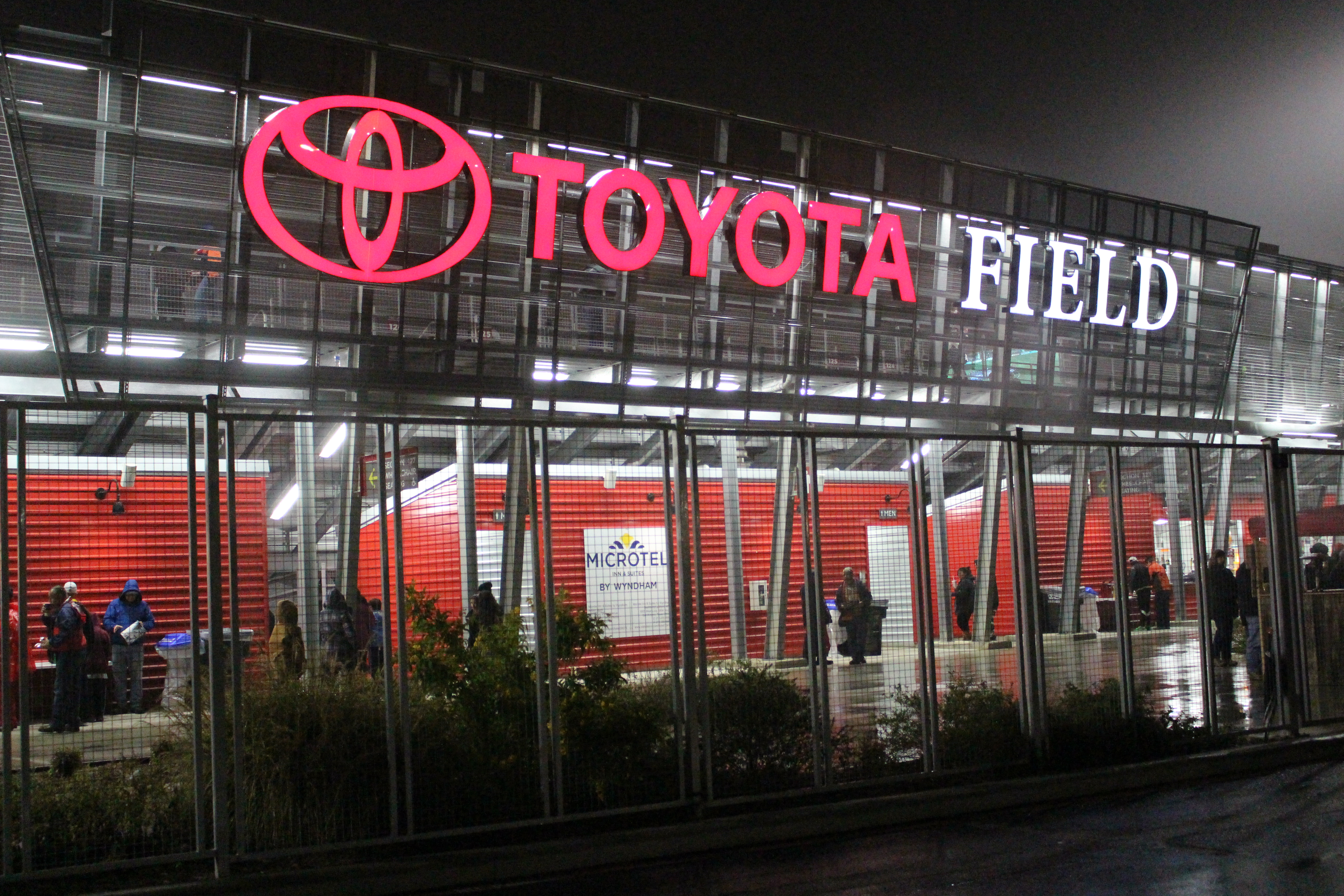
Façade
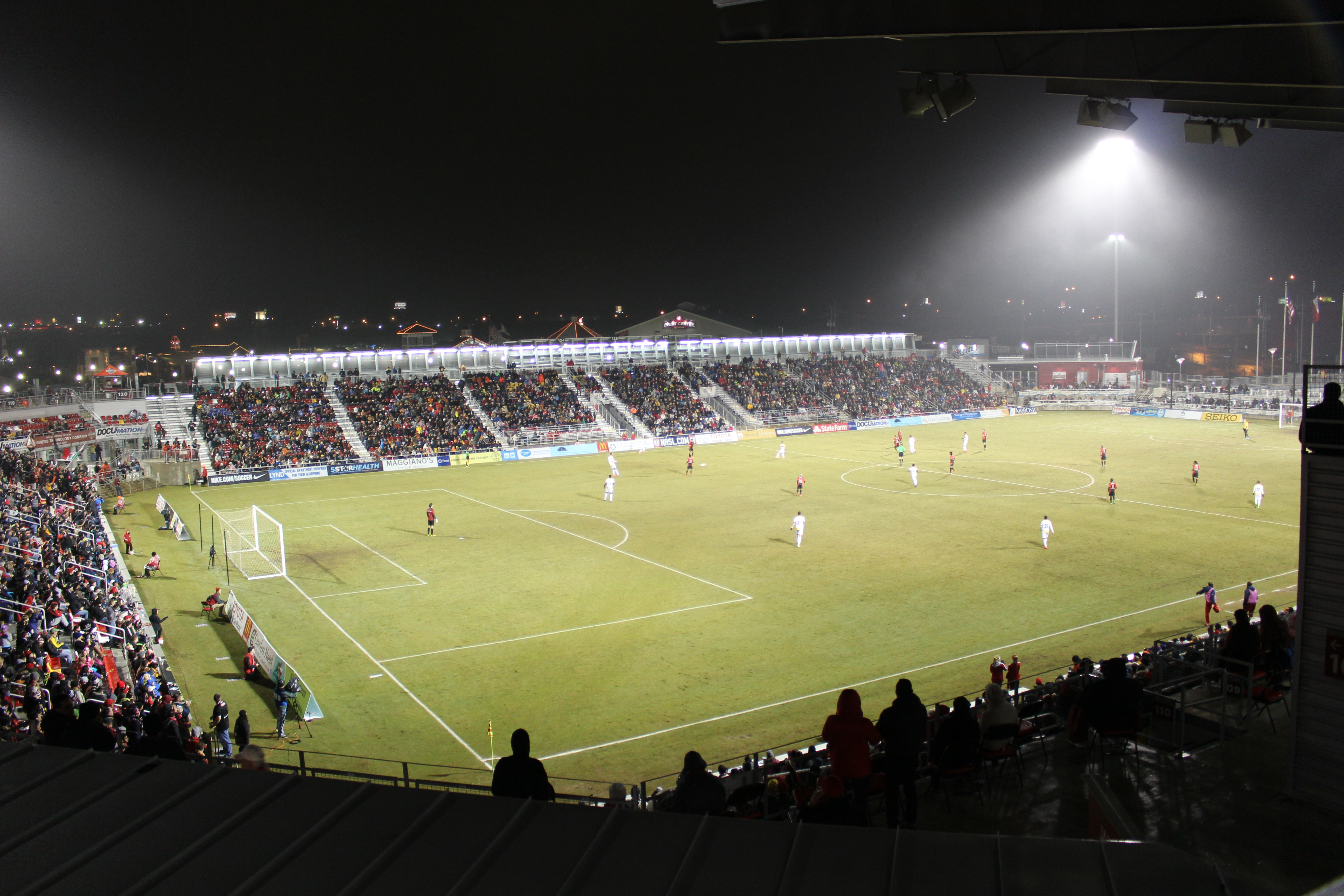
Intérieur du stade
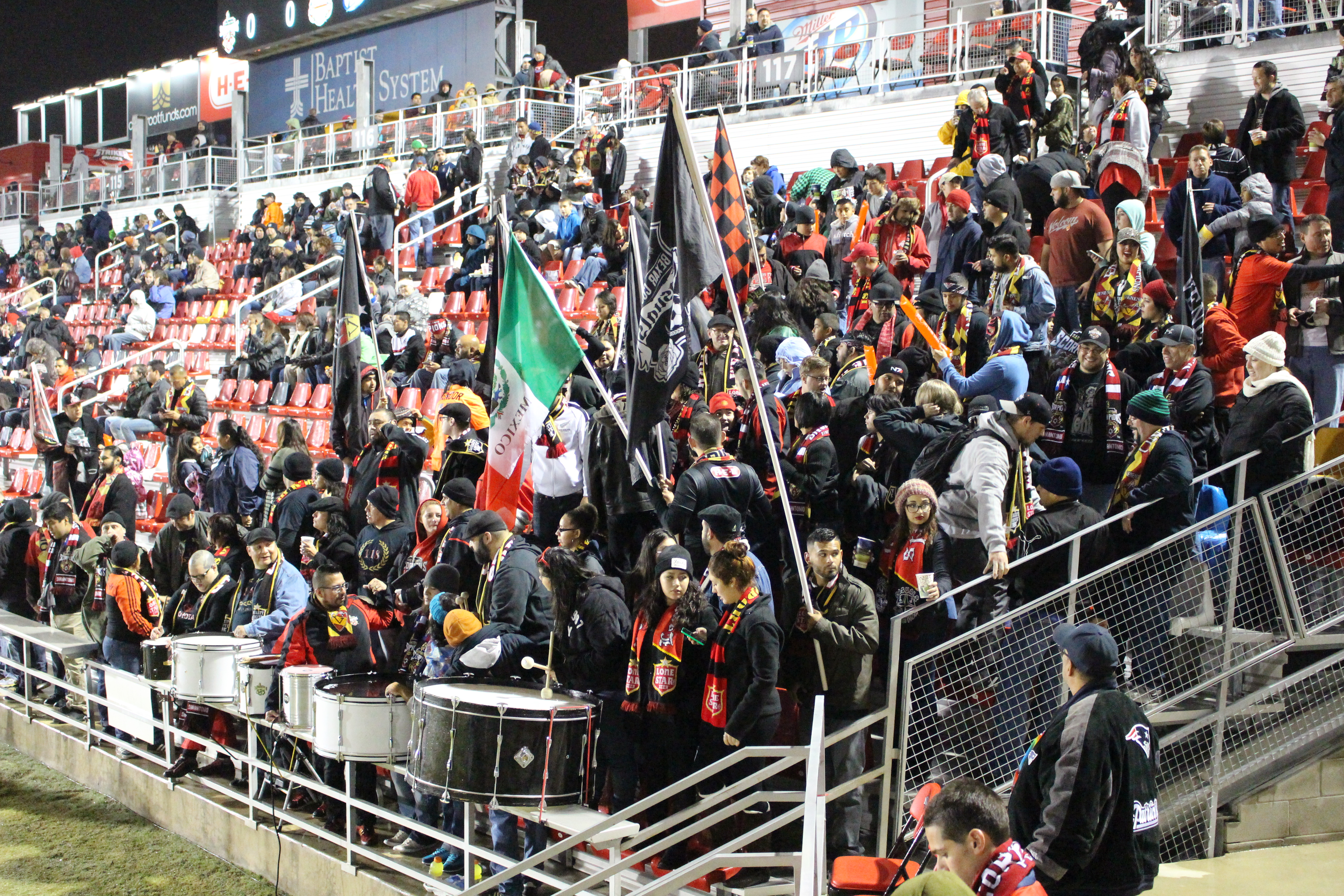
Groupes de supporters